# Обојена пустиња (Јужна Аустралија)
Обојена пустиња се налази у Аустралији у централном делу државе Јужна Аустралија. Захвата површину од 24.000 km². Према типу подлоге спада камените пустиње. Захвата површину од око 24.000 км², максимална дужина јој је 400, а ширина 600 километара.